# /dev/random
/dev/random – wirtualne urządzenie w systemach operacyjnych z rodziny Unix, pełniące funkcję generatora losowych liczb z losowością pochodzącą ze sterowników urządzeń i innych źródeł. Przy odczycie z /dev/random wygenerowane zostaną przypadkowe bajty. /dev/random jest odpowiednie w przypadku wymaganej wysokiej przypadkowości danych oraz odporności na przewidywalność kolejnych danych, np. przy tworzeniu kluczy kryptograficznych. 
/dev/random pobiera kolejne dane z bufora. W przypadku jego opróżnienia, działanie wątku który czyta z ww. pliku zostaje wstrzymane. Można to łatwo sprawdzić wpisując do wiersza poleceń:

$ cat /dev/random

Z tego powodu /dev/random nie nadaje się do generowania wielu losowych liczb w krótkim czasie. Odpowiednikiem /dev/random do generowania dużych ilości danych pseudolosowych (czyli o mniejszej przypadkowości danych oraz odporności na przewidywalność kolejnych danych) jest /dev/urandom (od unblocking), które używa funkcji haszujących. Jednak większość programów kryptograficznych (np. OpenSSL, PGP i GnuPG) używa własnego generatora losowych danych pobierających tzw. seed z /dev/random.